# Talheim (Landkreis Tuttlingen)
Talheim ist eine Gemeinde im Landkreis Tuttlingen in Baden-Württemberg mit rund 1300 Einwohnern.

## Geographie

### Geographische Lage
Talheim liegt am östlichen Rand der Baarhochebene am Fuße des 975,5 m ü. NHN hohen Lupfen, dem höchsten Punkt der Gemarkung und westlichsten Ausläufer der Schwäbischen Alb. Auf der anderen Seite (südlich) ist der 940 Meter hohe Himmelberg, der aber schon zum Bad Dürrheimer Stadtteil Öfingen gehört. Direkt nördlich hinter dem Lupfen liegt Seitingen-Oberflacht.

### Nachbargemeinden
Die Gemeinde grenzt im Norden an Durchhausen, im Osten an den Ortsteil Oberflacht der Gemeinde Seitingen-Oberflacht, im Südosten an den Stadtteil Eßlingen der Kreisstadt Tuttlingen, im Süden an den Immendinger Ortsteil Ippingen sowie im Westen an den Stadtteil Öfingen der Kurstadt Bad Dürrheim und an Tuningen, beide im Schwarzwald-Baar-Kreis.

### Gemeindegliederung
Zur Gemeinde Talheim gehören das Dorf Talheim und die Höfe Götzenlocher Hof, Obere Mühle und Untere Mühle. Im Gemeindegebiet liegen die Wüstungen Asp und Ötishofen und die abgegangenen Burgen Burg Klingenberg, Lupfen und Reifenberg.

### Schutzgebiete
In Talheim liegt das Landschaftsschutzgebiet Lupfen. Im Süden hat die Gemeinde Anteil am FFH-Gebiet Nördliche Baaralb und Donau bei Immendingen, im Westen am Vogelschutzgebiet Baar.

## Geschichte

### Überblick
Talheim wurde im Jahre 973 als Talhan erstmals urkundlich erwähnt. Der Ort gehörte den Grafen von Lupfen. In Auseinandersetzungen mit dem Kaiser verloren die Grafen ihre Rechte und das Dorf kam über die Freie Reichsstadt Rottweil an die Herren von Friedingen, die es 1444 an Württemberg verkauften. Seitdem ist Talheim ununterbrochen württembergisch. Sowohl im Dreißigjährigen Krieg als auch im Spanischen Erbfolgekrieg hatte das Dorf furchtbare Drangsale durch marodierende Truppen zu erdulden. 1704 brannten die Franzosen das Dorf nieder. 
Seit dem 16. Jahrhundert gehörte Talheim zum württembergischen Amt Tuttlingen, das nach den Umwälzungen zu Beginn des 19. Jahrhunderts im Königreich Württemberg als Oberamt Tuttlingen fortbestand. Durch einen Dorfbrand wurde im Jahre 1848 ein erheblicher Teil Talheims verwüstet und es gingen 42 Häuser verloren. Mit der Gebietsreform während der NS-Zeit in Württemberg gelangte Talheim 1938 zum Landkreis Tuttlingen. Nach Ende des Zweiten Weltkriegs wurde Talheim 1945 Teil der Französischen Besatzungszone und kam somit zum Nachkriegsland Württemberg-Hohenzollern, welches 1952 im Land Baden-Württemberg aufging.
Talheim wurde durch ein Landesgesetz zum 1. Januar 1975 in die Stadt Trossingen eingemeindet. Die Gemeinde klagte gegen dieses Gesetz vor dem baden-württembergischen Staatsgerichtshof, der das Gesetz durch Urteil vom 2. April 1976 für ungültig erklärte. Talheim war damit wieder selbständig und ging in der Folge freiwillig eine Vereinbarte Verwaltungsgemeinschaft mit der Stadt Trossingen ein.

### Religion
Eine Kirche St. Ägidius, später St. Brigitta wurde in Talheim 1275 erstmals erwähnt. Das Patronatsrecht hatte das Domkapitel Konstanz, wohl als Nachfolger des Klosters Reichenau. Im 16. Jahrhundert wurde Talheim als Bestandteil Württembergs der Reformation unterzogen und ist seither evangelisch geprägt. Die Kirche wurde 1811 vergrößert und umgebaut. Dabei wurde der Turm des bisherigen Baus beibehalten.  Die Kirchengemeinde Talheim gehört zum Kirchenbezirk Rottweil der Evangelischen Landeskirche in Württemberg.

## Politik

### Gemeinderat
Der Gemeinderat in Talheim besteht aus den zehn gewählten ehrenamtlichen Gemeinderäten und dem Bürgermeister als Vorsitzendem. Der Bürgermeister ist im Gemeinderat stimmberechtigt. Die Kommunalwahl am 9. Juni 2024 führte zu folgendem Endergebnis. Die Wahlbeteiligung betrug 70,21 %.
| Liste / Partei     | Stimmen | Sitze |
| Freie Wähler       | 54,26 % | 5     |
| Unabhängige Wähler | 45,74 % | 5     |

### Bürgermeister
Am 27. September 2020 wurde Andreas Zuhl mit 88,2 Prozent der Stimmen im ersten Wahlgang, bei einer Wahlbeteiligung von 73,1 Prozent, zum Bürgermeister von Talheim gewählt. Zuhl trat die Amtsnachfolge von Martin Hall an. Er hatte das Amt seit 2004 inne.
- 1919–1945: Martin Kohler (WBWB, NSDAP)
- 1945–1965: Wilhelm Ulrich
- 1966–2001: Helmut Fröhlich (SPD)
- 2001–2004: Manfred Härle (CDU)
- 2004–2020: Martin Hall
- seit 2020: Andreas Zuhl

### Wappen
| | Blasonierung: „In Gold (Gelb) eine bewurzelte grüne Tanne, deren Stamm von einem stehenden roten Rind überdeckt ist.“ |
| Wappenbegründung: Das am 3. November 1964 zuletzt vom Innenministerium genehmigte Wappen ist abgeleitet von einem Schultheißenamtssiegel aus dem Jahre 1930, welches das Rind und die Tanne im ovalen Siegelfeld zeigten. Die Motive erinnern auf den bis heute landwirtschaftlichen Charakter der Gemeinde. | |

### Banner und Flagge
|  | 00Banner: „Das Banner ist gelb-rot längsgestreift mit dem aufgelegten Wappen oberhalb der Mitte.“ |
|  | 00Hissflagge: „Die Flagge ist gelb-rot quergestreift mit dem Wappen in der Mitte.“                |

## Kultur und Sehenswürdigkeiten
Die Kommune ist dem Tourismusverband „Donaubergland“ angeschlossen. Talheim hat einen Badesee, ein Heimatmuseum, einen Fischerteich und Schrebergärten.

## Persönlichkeiten

### Söhne und Töchter der Gemeinde
- Matthias Schneckenburger (1804–1848), evangelischer Theologe, Professor in Bern
- Max Schneckenburger (1819–1849), Dichter des patriotischen Liedes Die Wacht am Rhein
- Johann Martin Vosseler (1842–1905), württembergischer Landtagsabgeordneter
- Martin Kohler (1894–1973), Politiker (WBWB, NSDAP), Reichstags- und Landtagsabgeordneter